# Württembergi-ház
A Württembergi-ház (németül: Haus Württemberg) egy német királyi uralkodóház, ami az 1806 és 1918 között fennálló Württembergi Királyság királyait is adta. A dinasztiát 1081-ben alapította Württembergi Konrád, akinek a leszármazottjai a későbbi württembergi grófok és hercegek voltak, valamint Frigyes révén 1803 és 1806 között a Szent Római Birodalom egy választófejedelmét is adták.
A Württemberg-házból való hercegnők számos európai uralkodóházba beházasodtak, mint amelyen a Bourbon-, a Liechtenstein-, a Romanov- vagy a Windsor-házak. A dinasztiának több oldalága is van, amelyek mind Frigyes Jenő württembergi hercegtől (1732–1797) erednek. A királyi főág II. Vilmos király 1921-es halálával férfiágon kihalt, ám Sándor herceg leszármazottjai révén az altshauseni ágból származik a jelenlegi württembergi trónkövetelő, Vilmos. A tecki ágból való Sándor herceg és Rhédey Klaudia magyar grófnő házasságából származott Mária királyné, II. Erzsébet brit királynő nagyanyja.

## Leszármazási ág
- Frigyes württembergi király 
  - I. Vilmos württembergi király 
    - Mária neippergi grófné
    - Zsófia holland királyné
    - Katalin királyi hercegnő
    - Károly württembergi király 
    - Auguszta weimar–eisenachi hercegné

  - Katalin vesztfáliai királyné
  - Pál királyi herceg
    - Friderika Sarolta orosz nagyhercegné
    - Frigyes Károly herceg
      - II. Vilmos württembergi király 

    - Paulina nassaui hercegné
    - Ágost württembergi herceg

## Fordítás
Ez a szócikk részben vagy egészben  a   House of Württemberg című angol Wikipédia-szócikk fordításán alapul.  Az eredeti cikk szerkesztőit annak laptörténete sorolja fel. Ez a jelzés csupán a megfogalmazás eredetét és a szerzői jogokat jelzi, nem szolgál a cikkben szereplő információk forrásmegjelöléseként.